# Til the Casket Drops (Clipse)
Til the Casket Drops è il terzo album del duo hip hop statunitense Clipse, pubblicato l'8 dicembre del 2009 e distribuito da Columbia Records. In Europa l'album è distribuito anche da Sony Music. Nel 2017 l'album è ripubblicato da Get On Down per il mercato statunitense.
Il sito Metacritic gli assegna un punteggio di 64/100.
| Recensione           | Giudizio |
| -------------------- | -------- |
| AllMusic             | [ 2 ]    |
| The A.V. Club        | [ 1 ]    |
| Entertainment Weekly | A-       |
| Billboard            | [ 1 ]    |
| Pitchfork            | [ 1 ]    |
| NME                  | [ 1 ]    |
| Spin                 | [ 1 ]    |
| Rolling Stone        | [ 1 ]    |
| Los Angeles Times    | [ 4 ]    |
| USA Today            | [ 5 ]    |
| XXL                  | [ 6 ]    |
| Robert Christgau     | **       |

L'ultimo album dei Clipse debutta alla posizione numero 41 della Billboard 200 e vende 31 000 copie nella sua prima settimana.

## Tracce
Testi di Gene Thornton, Terrence Thornton, David Potter (traccia 1), Delano Sean Matthews (tracce 1 e 8), Endle St. Cloud (traccia 1), Levar Coppin (tracce 1 e 8), Cameron Giles (traccia 2), Pharrell Williams (tracce 2, 4-5, 7, 9-11 e 13), Khalil Abdul-Rahman (tracce 3, 6 e 12), Rennard East (tracce 3 e 8), Kanye West (traccia 3), Pranam Injeti (tracce 3 e 6), Mario Mims (traccia 4), Brian Honeycutt (tracce 6 e 12), Keri Hilson (traccia 8), Nicole Hurst (traccia 10), Giancarlo Bigazzi (traccia 10), Raffaele Riefoli (traccia 10), Stephen Vincent Piccolo (traccia 10), Daniel Tanenbaum (traccia 12), Khaleef Chiles (traccia 12) e Kenna Zemedkun (traccia 13).
Musiche di LV (tracce 1 e 8), Sean C (tracce 1 e 8), The Neptunes (tracce 2, 4-5, 7, 9-11, 13), Chin Injeti (tracce 3 e 6), DJ Khalil (tracce 3, 6 e 12), 
1. Freedom – 3:46
2. Popular Demand (Popeyes) (featuring Cam'ron & Pharrell Williams) – 4:20
3. Kinda Like a Big Deal (featuring Kanye West) – 3:26
4. Showing Out (featuring Yo Gotti) – 3:38
5. I'm Good (featuring Pharrell Williams) – 4:21
6. There Was a Murder (featuring Kobe) – 3:36
7. Door Man – 5:08
8. Never Will It Stop (featuring Ab Liva) – 3:21
9. Alla Eyes on Me (featuring Keri Hilson) – 3:50
10. Counseling (featuring Nicole Hurst, Kareema Wilcox & Shanique Daley) – 3:17
11. Champion (featuring Graph Nobel) – 4:14
12. Footsteps (featuring Kobe) – 4:21
13. Life Change (featuring Kenna) – 4:27

Durata totale: 51:45

## Classifiche

### Classifiche settimanali
| Classifica (2009)         | Posizione massima |
| ------------------------- | ----------------- |
| Stati Uniti               | 46                |
| US Digital Albums         | 16                |
| US Tastemaker Albums      | 13                |
| US Top Rap Albums         | 3                 |
| US Top R&B/Hip-Hop Albums | 9                 |

### Classifiche di fine anno
| Classifica (2010)         | Posizione massima |
| ------------------------- | ----------------- |
| US Top R&B/Hip-Hop Albums | 70                |